# Архипова-фон Калманович, Анна Валерьевна
А́нна Вале́рьевна Архи́пова-фон Калмано́вич (до 2003 года Архи́пова, род. 27 июля 1973, Ставрополь, РСФСР, СССР) — российская баскетболистка, двукратная чемпионка России, чемпионка Европы, серебряный призёр чемпионата мира, бронзовый призёр Олимпийских игр. Заслуженный мастер спорта России.

## Биография
В баскетбол начала играть в возрасте 7 лет в Новосибирске, первыми тренерами были Ирина и Виталий Гельвих.
В 15 лет переехала в Волгоград, где выступала за местное «Динамо».
В 1992 году перешла в екатеринбургский «Уралмаш», за который выступала в течение пяти сезонов. В Екатеринбурге окончила Уральский государственный педагогический университет. Затем играла за клубы Словакии, Польши, Италии. В сезоне 2000/01, выступая за московское «Динамо», впервые стала чемпионкой России. В 2002 году вернулась в екатеринбургский УГМК, в составе которого, являясь капитаном команды, победила в чемпионате России и Евролиге. В 1997—2004 гг. играла в сборной России, приняв участие в двух Олимпиадах, трёх чемпионатах Европы, а также на чемпионате мира 2002 года.
В 2003 году вышла замуж за авторитетного бизнесмена, генерального менеджера баскетбольного клуба УГМК Шабтая Калмановича, после чего в заявках на матчи значилась как Анна Архипова-фон Калманович. В 2005 году у Анны родились близнецы — сыновья Александр и Григорий.
После завершения игровой карьеры и ухода Калмановича из екатеринбургского УГМК в подмосковный «Спартак» Архипова стала руководителем созданного там училища олимпийского резерва «Спартак». Тренировала сборную России среди девушек 1993 года рождения. После убийства Калмановича в 2009 году стала генеральным директором баскетбольного клуба «Спарта&К».

## Достижения
- Бронзовый призёр Олимпийских игр (2004).
- Серебряный призёр чемпионата мира (2002).
- Чемпионка Европы (2003).
- Серебряный призёр чемпионата Европы (2001).
- Чемпионка Евролиги (2003).
- Бронзовый призёр мирового Кубка ФИБА (2003).
- Чемпионка Польши (2000).
- Чемпионка России (2001, 2003).
- Серебряный призёр чемпионата России: (1997, 2004).
- Бронзовый призёр чемпионата России: (1994, 1996).
- Чемпионка Европы среди девушек (1992).
- Серебряный призёр чемпионата мира среди девушек (1993).